# Dactylospora amygdalariae
Dactylospora amygdalariae är en lavart som beskrevs av Triebel 1989. Dactylospora amygdalariae ingår i släktet Dactylospora och familjen Dactylosporaceae.  Arten är reproducerande i Sverige. Inga underarter finns listade i Catalogue of Life.